# John Hesselius
John Hesselius (Philadelphia, Pennsylvania, 1728 – Prince George's County, Maryland, 9 april 1778), geboren als Johann Hesselius, was een Amerikaanse kunstschilder. Hij is vooral bekend door zijn portretten ten tijde van de Amerikaanse Revolutie. Hij is de zoon van de in Zweden geboren portretschilder Gustavus Hesselius.

## Levensloop
De oudste aan Hesselius toegewezen doeken dateren uit 1750, toen hij in de omgeving van Williamsburg en Yorktown werkte. 
In de jaren zestig ging Hesselius in de leer bij John Wollaston, waarmee diens barok- en rococostijl van grote invloed werd op Hesselius' latere werk. Hesselius schilderde met olieverf op canvas.
In 1762 werd hij de eerste leraar van de later zeer hoog aangeschreven schilder Charles Willson Peale. In ruil voor een zadel ontving Peale drie schilderlessen in Hesselius' studio.
Op 30 januari 1763 trad Hesselius in het huwelijk met de gefortuneerde weduwe Mary Young Woodward, wier echtgenoot eigenaar was van Primrose Hill. 
Het laatst bekende werk van John Hesselius dateert uit 1777, een jaar voor zijn dood. 

## Werken (selectie)

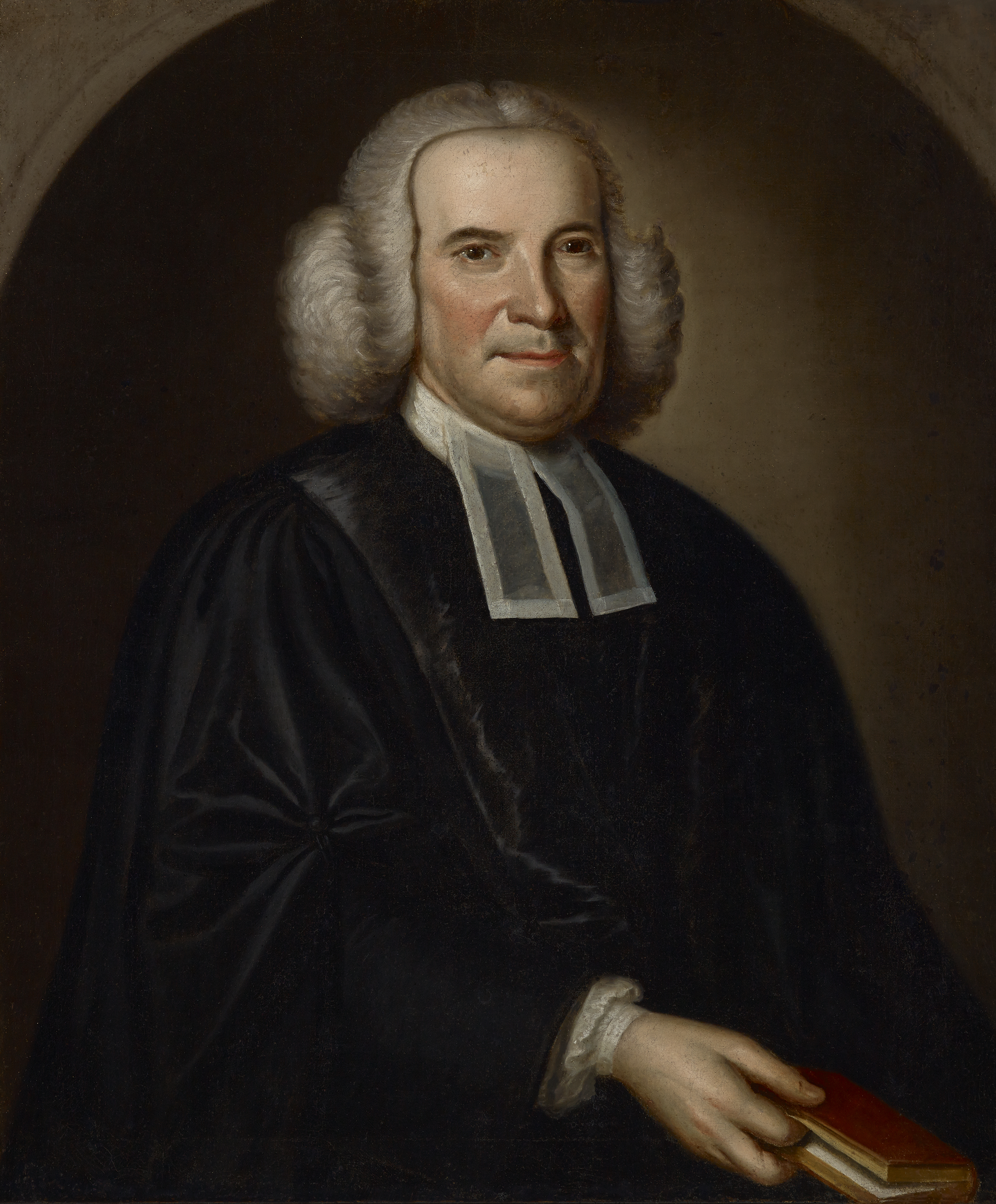
Dr. Samuel Finley
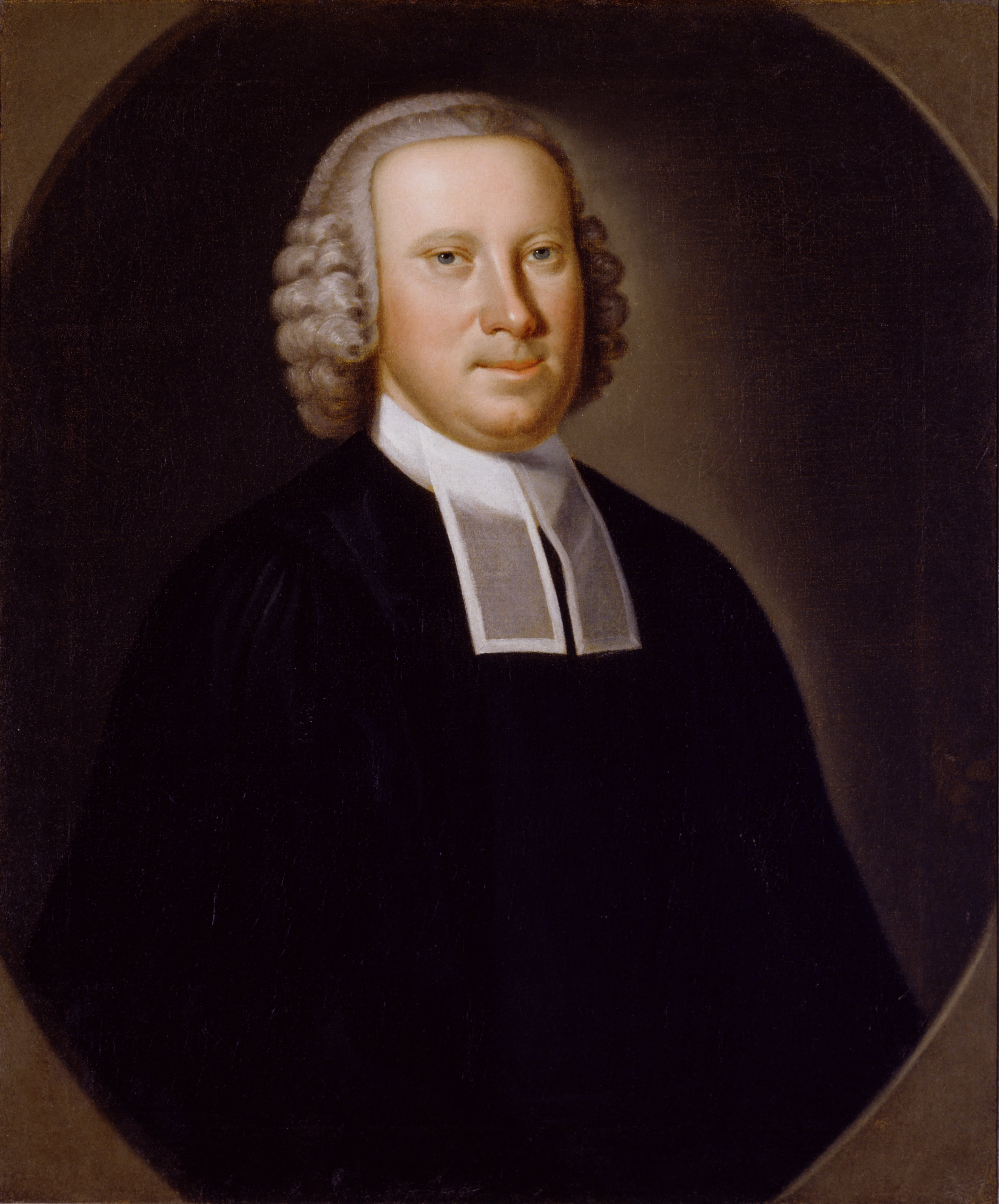
Richard Brown
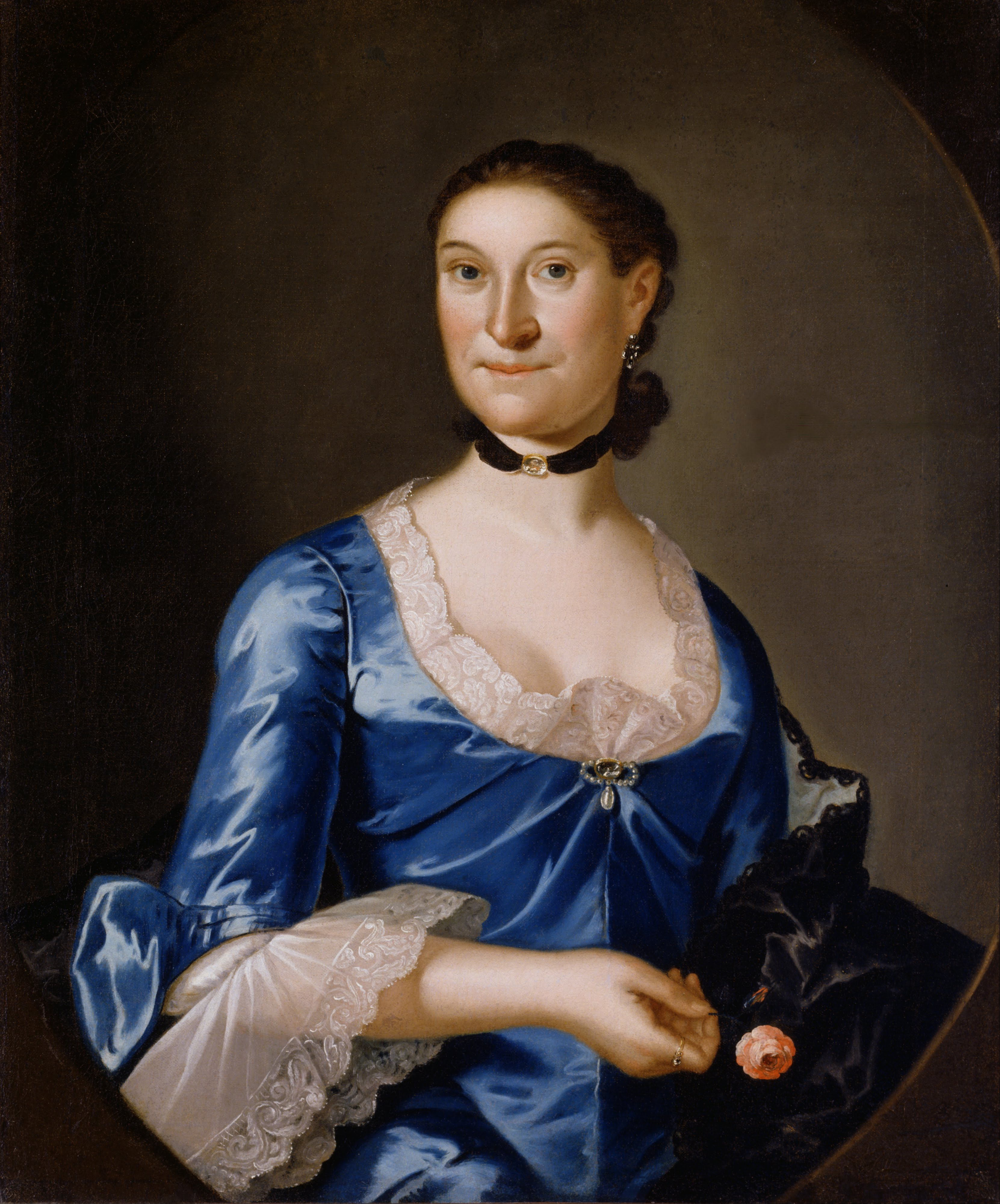
Echtgenote van Richard Brown
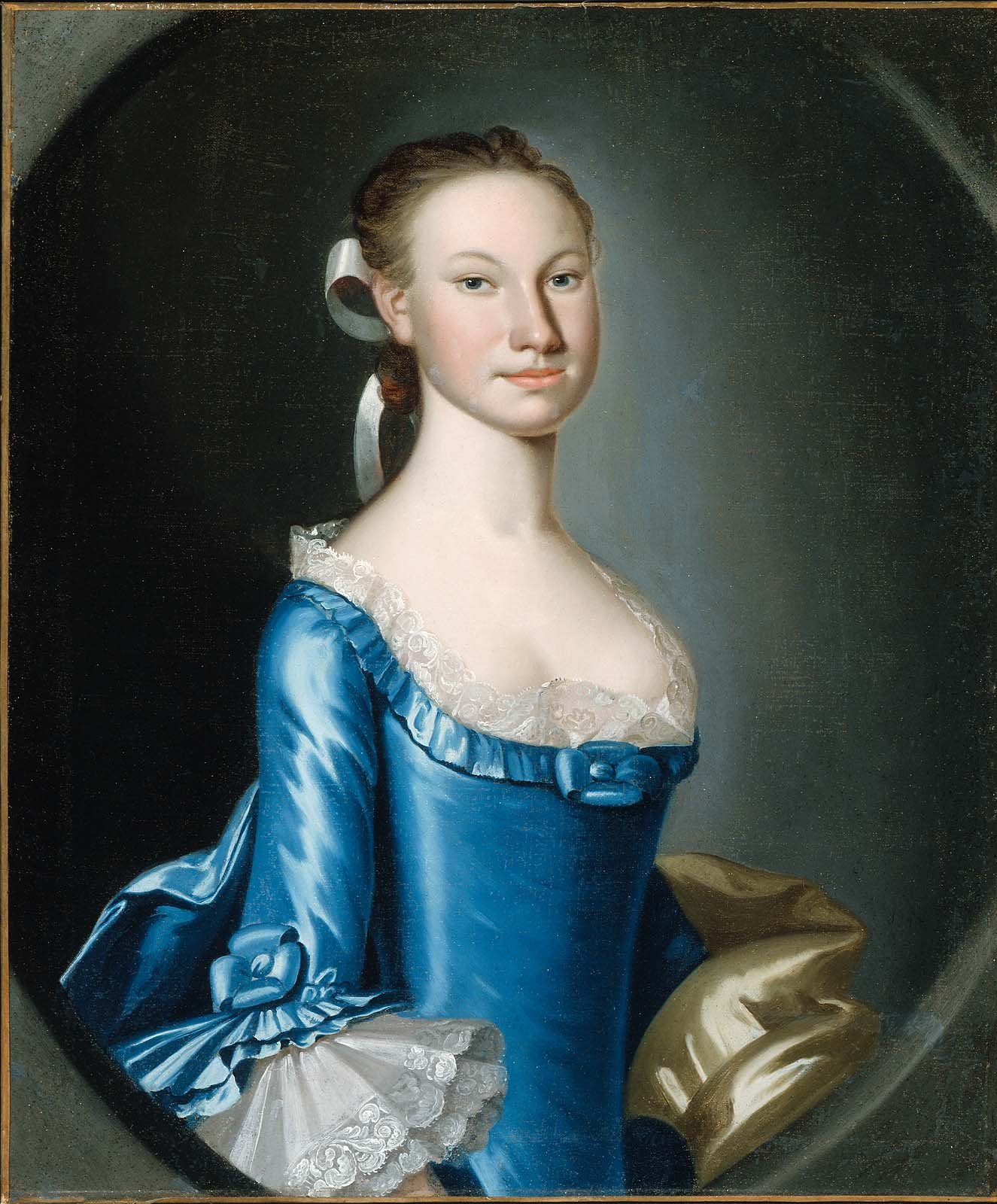
Jean Dick
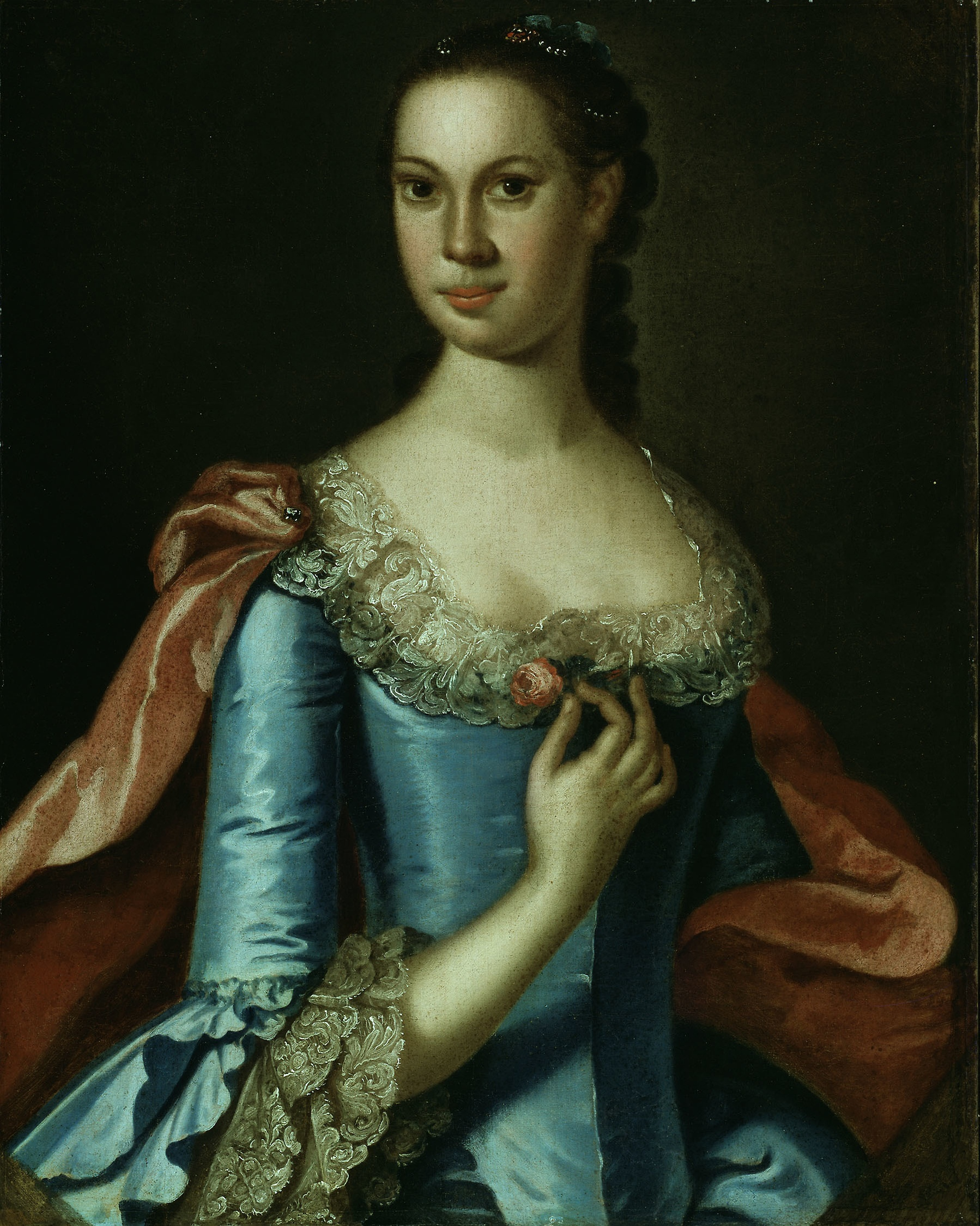
Echtgenote van William Carmichael
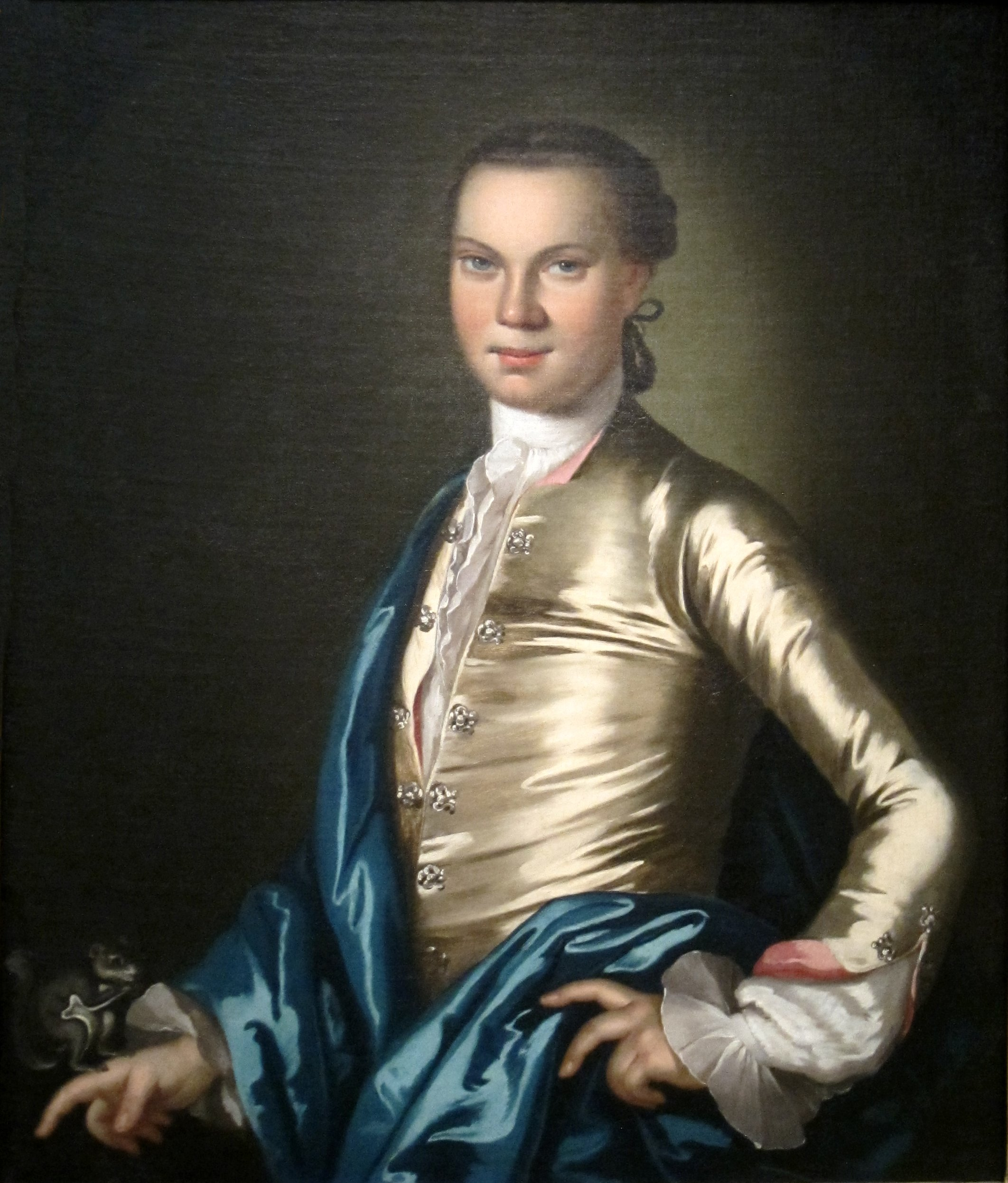
Philip Francis
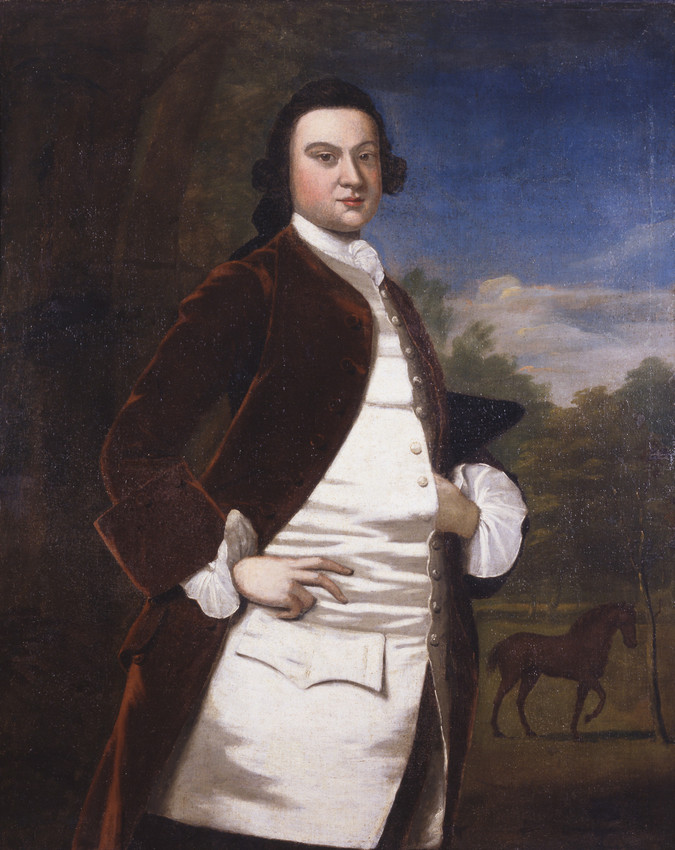
William Byrd III
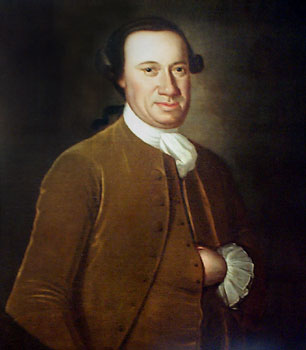
John Hanson
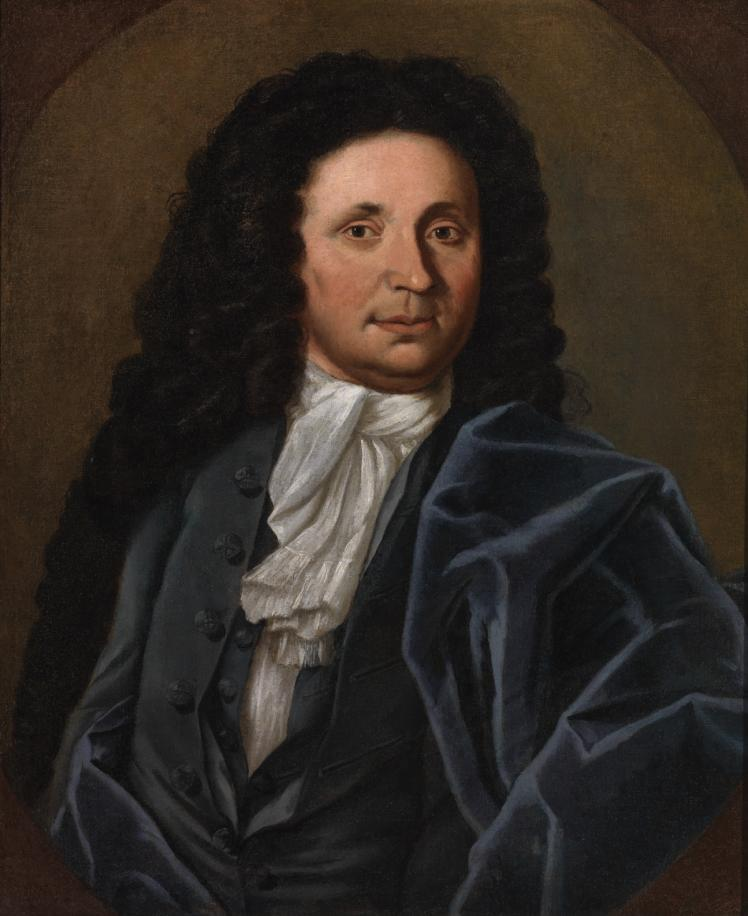
William Fitzhugh
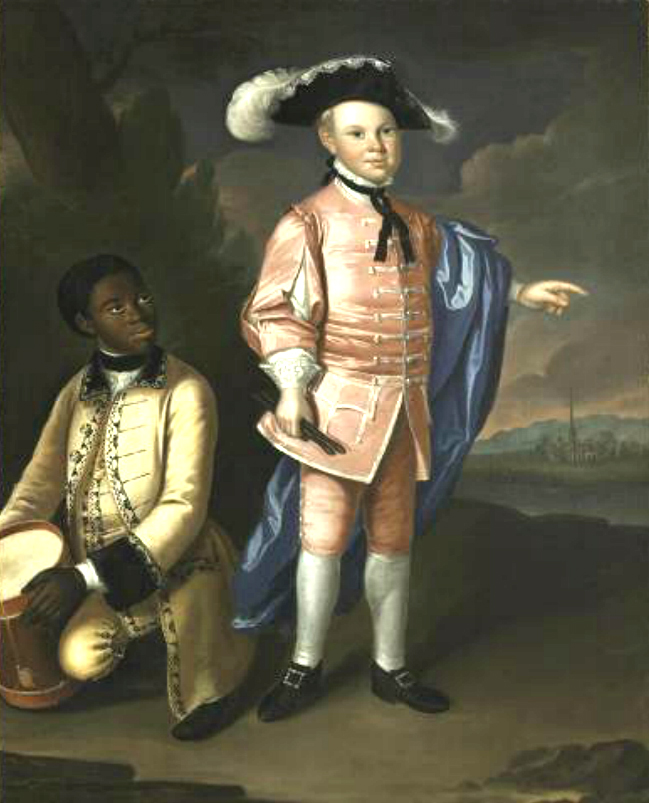
Charles Calvert en zijn slaaf

- International Standard Name Identifier: 0000 0000 6791 9821
- Library of Congress Control Number: n2004074050
- RKD-Nederlands Instituut voor Kunstgeschiedenis: 38069
- SNAC: w6tq9v5h
- Union List of Artist Names: 500021014
- Virtual International Authority File: 95810647
- WorldCat: E39PBJqfGrBCmvfHKWpCTQRYfq